# Heimatmuseum Marzahn-Hellersdorf
Das Heimatmuseum Marzahn-Hellersdorf befindet sich in der ehemaligen Dorfschule Marzahns, die im Jahr 1912 eröffnet worden ist. Dieses erste feste Schulhaus für die Kinder der Marzahner Einwohner entstand direkt im Zentrum der Ansiedlung. Das Gebäude ist denkmalgeschützt.

## Lage
Das frühere Schulhaus ist auf dem Dorfanger platziert, Adresse Alt-Marzahn 51. Auf der gleichen Angerfläche stehen westlich vom Museum die Dorfkirche Marzahn, östlich davon ein Kriegerdenkmal.
Rund um den linsenförmigen Anger, der sich von Westnordwest nach Ostsüdost auf einer Länge von circa 350 Metern erstreckt, finden sich die ehemalige Feuerwache (südöstlich) und der Dorfkrug Marzahner Krug (nordwestlich).

## Geschichte der Schuleinrichtung
Als im 13. Jahrhundert die ersten Siedler das Dörfchen Mortzane mit drei Hufen hier anlegten, kamen die Familien mit ihren Kindern hierher. Wie jahrhundertelang üblich, erteilte der Pfarrer auch Schulunterricht in den Räumen des Pfarrhauses.
Nachdem Preußenkönig Friedrich Wilhelm I. den allgemeinen Schulzwang für sein Herrschaftsgebiet erlassen hatte, untersetzte die Kurmärkische Amtskammer Cöpenick, in deren Verantwortungsbereich das ehemalige Mortzane fiel, diesen Auftrag durch Anweisungen zum Erwerb von Bauholz und legte als Bauplatz den Rand des Kirchhofes fest, der traditionell in der direkten Umgebung der Kirche lag. Dafür und für die Errichtung einer Kirchhofsmauer stellte sie Gelder bereit. Das einfache hölzerne Schulhäuschen konnte noch im gleichen Jahr bezogen werden. Es war etwa zehn Meter lang, acht Meter breit und nur eingeschossig. Neben dem Schulmeister, der hier mit seiner Familie untergebracht war, lebten in dem Häuschen auch der Gänse-Hirte des Dorfes und ein Schuhflicker. Der Unterricht fand im Wohnzimmer des Schulmeisters statt. (Der ehemalige Dorffriedhof wurde aufgelassen und 1893 am östlichen Ende des Dorfes ein neuer angelegt.)
Als in den späten 1760er Jahren weitere Familien aus der Pfalz zuzogen, wuchs die Einwohnerschaft weiter, so dass mehr Platz zum Unterrichten der Kinder benötigt wurde. So wurde der Gemeinde Marzahn im Jahr 1770 eine Tagelöhner-Kate für Unterrichtszwecke zur Verfügung gestellt, die auf einem Grundstück am Anger (heutige Adresse Alt-Marzahn 66) aufgestellt wurde und zusammen mit dem alten Schulhäuschen nun deutlich mehr Kinder unterrichtet werden konnten.
Um 1850 wurde die Schulkate abgerissen und das Grundstück zur privaten Bebauung freigegeben. Im Jahr 1860 entstand an dieser Stelle ein Wohnhaus, das mittlerweile auch Denkmalschutz genießt.
Ende des 19. Jahrhunderts beschloss die Gemeinde- und Kirchenverwaltung, ein größeres steinernes Schulgebäude zu errichten. Sie beauftragte den Architekten Paul Tarruhn, der bereits im Nachbardorf Mahlsdorf ein Schulhaus errichtet hatte, ein solches für Marzahn zu entwerfen.

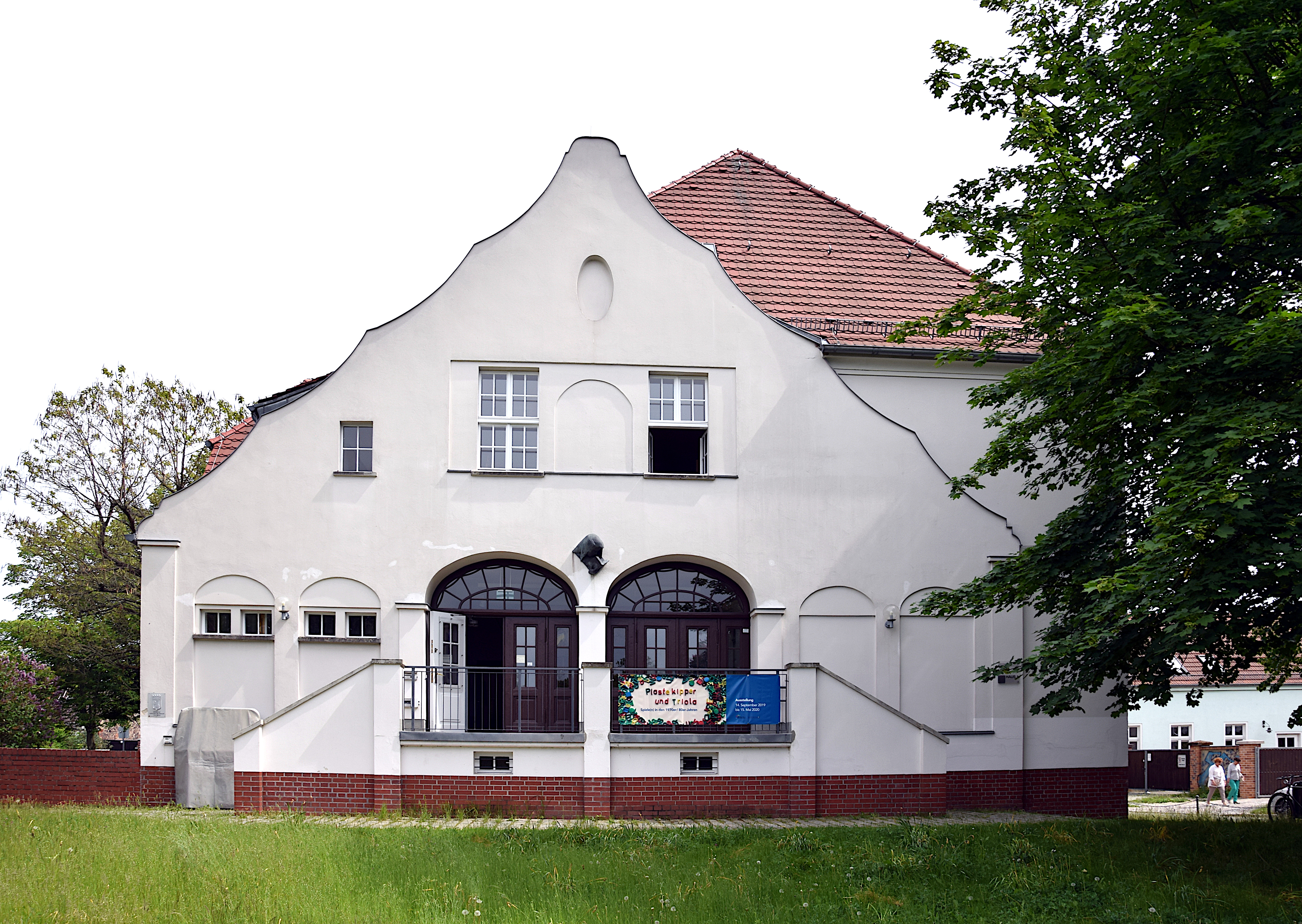
Schulhaus von 1912,
seit 1999 Museum, Haus 1

Als Bauplatz kam die im Jahr 1874 durch Abbruch der ersten mittelalterlichen Feldsteinkirche freigewordene Fläche infrage. (Das neue Gotteshaus entstand zwar wieder auf dem Anger, aber auf der anderen Seite der ersten Schule und wurde 1871 eingeweiht.) Das Schulhaus erhielt die Adresse Dorfaue (ohne Nummer).
Bald nach der Eröffnung des Schulhauses im Jahr 1912, das Platz für 90 Schüler bot, besuchten auch die Kinder aus dem neu parzellierten südlichen Siedlungsgebiet Marzahns den Unterricht hier. Das ehemalige hölzerne Schulhaus konnte abgetragen werden.
In den Jahren bis zum Jahr 1938 hieß die heutige Straße Alt-Marzahn noch Dorfstraße und Dorfaue (beiderseits des Angers). Und im Gebäude der (Berliner) Gemeindeschule wohnte noch ein Bankbeamter.
Nach 1945 besuchten nicht nur die einheimischen Kinder die Schule, es mussten auch zahlreiche Flüchtlingskinder und Kinder aus Nachbarortsteilen wie Hellersdorf aufgenommen werden. So gab es zeitweilig mehr als 700 Schüler hier.
Mit der Schulneuordnung in der SBZ und nachfolgend in der DDR wurde aus der Gemeindeschule die 13. Grundschule (Adresse Alt-Marzahn 51). In den 1970er Jahren erhielt die Grundschule den Status einer Oberschule, es blieb nun die 13. Oberschule (in Lichtenberg).
Der Schulbetrieb wurde zum Schuljahresende 1977/1978 eingestellt, die verbleibenden Schüler konnten dann in den Neubaugebieten von Marzahn und den anderen Ortsteilen weiterlernen. Anschließend wurde das Bauwerk von verschiedenen bezirklichen Einrichtungen wie das Wohnungsamt zwischengenutzt.
Die Bezirksverwaltung beschloss nach der Wende, insbesondere aufgrund der exponierten Lage des Schulgebäudes direkt auf dem Dorfanger hinter der Dorfkirche Marzahn, hier ein regionales Museum einzurichten. Im Juni 1998 begannen umfangreiche Umbaumaßnahmen, nach deren Beendigung am 11. September 1999 in dem ehemaligen Schulhaus das Heimatmuseum Marzahn eröffnet wurde.
Als im Jahr 2001 die Berliner Bezirksreform vollzogen wurde, kamen Exponate des früheren Stadtbezirks Hellersdorf hinzu und die Museumsleitung erweiterte die Exposition zum Heimatmuseum Marzahn-Hellersdorf durch Ankauf eines Bauernwohnhauses in unmittelbarer Umgebung.

## Geschichte des Schulgebäudes aus dem Anfang des 20. Jahrhunderts
Die Gemeindeverwaltung erwarb von der Kirchenverwaltung als Eigentümerin der Fläche um die Kirche Bauland auf dem Anger. Nach den Plänen von Tarruhn errichteten einheimische Baufirmen nun eine Schule für 90 Kinder in der Unterstufe. Im Hochparterre befanden sich die drei Klassenräume, in der ersten Etage wurden für zwei Lehrerfamilien Wohnungen eingerichtet.
Der Zuzug neuer Bewohner nach Marzahn führte dazu, dass in den 1930er Jahren das Schulhaus so verändert werden musste, dass mehr Schüler unterrichtet werden konnten. 1933/1934 wurden deshalb die ehemaligen Lehrerwohnungen zu drei weiteren Klassenräumen umgebaut. Die Lehrer nahmen ihre Wohnungen nun außerhalb der Schule.
Zum Ende des Zweiten Weltkriegs erlitt das Schulgebäude einige Beschädigungen, die nach Kriegsende schnell beseitigt wurden.
Das Marzahner Schulgebäude wurde am 21. Juli 1977 unter Denkmalschutz gestellt. Zunächst zog dann hier die Schulverwaltung ein, konkret wurde es eine Filiale der Kreisstelle für Unterrichtsmittel des Bezirks Lichtenberg. Später nutzten Abteilungen der Bezirksverwaltung, wie das Wohnungsamt, das Haus.

## Leiter der Schule bzw. Lehrer (Auswahl)
- Ab 1912 bis etwa 1918: Lehrer Wilhelm Wi(e)chmann[1]
- 1917: Rudolf Feuerstake (zweiter Lehrer)[1]
- 1930er Jahre: Rudolf Feuerstake, Wilhelm Wiechmann[8]

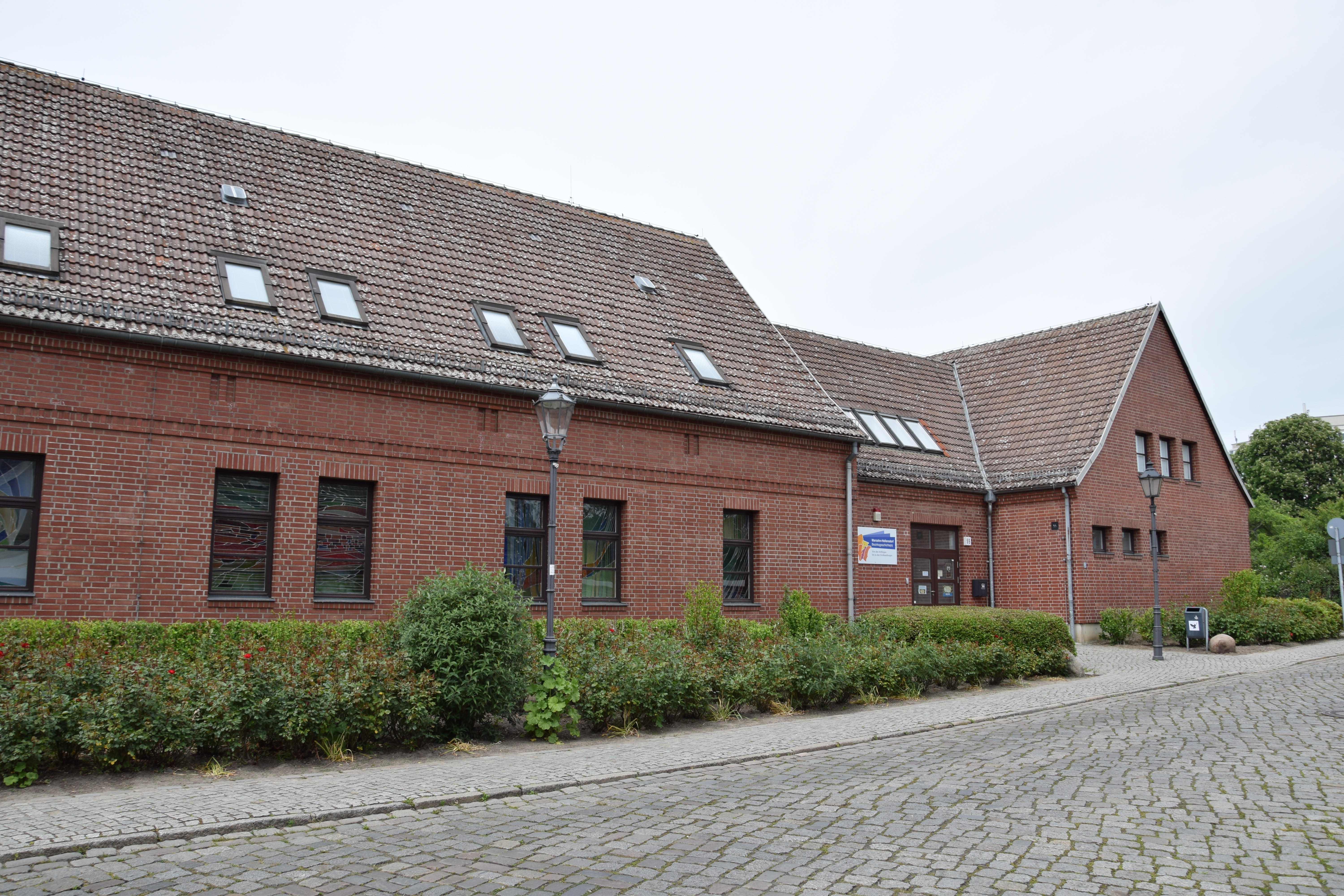
Bezirksmuseum, Haus 2

- 1945–46: Fritz Neuendorf[1]
- 1947–: Künzel[12]

## Das Bezirksmuseum
Das Heimatmuseum, später Bezirksmuseum Marzahn-Hellersdorf, besteht seit den 2010er Jahren aus zwei Teilen, die beide in Alt-Marzahn stehen. Haus 1 ist das frühere Schulhaus, Haus 2 ist ein ehemaliges Gutshaus und befindet sich in einem Seitenarm von Alt-Marzahn (Hausnummer 55). Haus 1 dient für Veranstaltungen und Sonderausstellungen und ist Sitz der Museumsverwaltung. Hier gibt es auch ein Archiv, das nach Voranmeldung besucht werden kann. In Haus 2, das nicht als Baudenkmal gelistet ist, wurde eine Dauerausstellung zur Entwicklung von Marzahn-Hellersdorf einschließlich der Ortsteile Biesdorf, Kaulsdorf und Mahlsdorf eingerichtet. Dieser Teil des Museums führt durch rund 11.000 Jahre Regionalgeschichte mit vielen archäologischen Fundstücken.

## Architektur

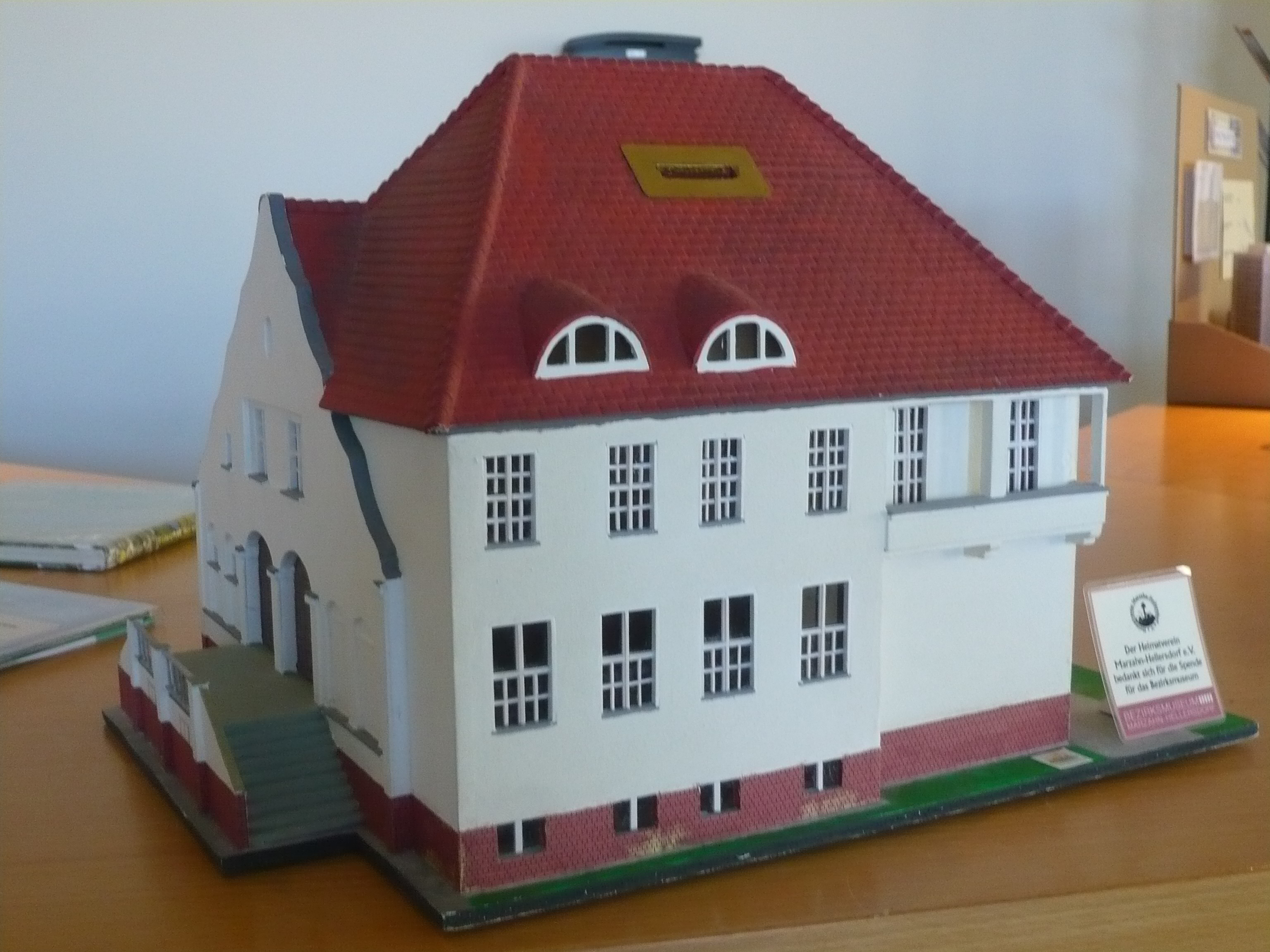
Modell des ehemaligen Schulhauses, heute Bezirksmuseum, im Vorraum des Museums zu sehen

Das ehemalige Schulhaus ist ein zweigeschossiges Gebäude mit fast quadratischem Grundriss (etwa 17 mal 17 Meter). Nach Nordosten ist dem einfachen und fast schmucklosen Bauwerk ein gedrückter Schweifgiebel vorgesetzt, der auf der Ostsüdost-Seite etwa drei Meter länger ist als das Grundrissquadrat. Hier befindet sich der Haupteingang in das Haus, bestehend aus zwei Rundportalen nebeneinander, die durch eine nichttragende Halb-Säule voneinander getrennt sind. Die Eingänge befinden sich oberhalb der kleinen Kellerfenster, zu ihnen führen zwei Flügeltreppen von beiden Seiten hinauf. Erhalten sind offenbar die hölzernen Türen mit Oberlicht und mit kleinen Sprossenfenstern. Mittig zwischen den Portalen ist eine Bronze-Büste als Halbplastik an der Fassade angebracht, geschützt durch ein darüber angebrachtes Bogensegment. Sie stellt einen mit einem Kopftuch bedeckten jugendlichen Kopf dar, eine Hand unterhalb hält ein aufgeschlagenes Buch. Portal und Giebel können dem späten Historismus zugeordnet werden.
Auf der südwestlichen Seite gibt es zwei Dachgauben. Das mehrfach gegliederte Walmdach ist mit roten Dachziegeln gedeckt.
Haus 2 des Museums (nicht mit dem ehemaligen Schulhaus verbunden) ist ein unverputzter Backsteinbau mit rechteckigem Grundriss (Gesamtlänge rund 27 Meter). Der baulich anschließende Gebäudeteil (Alt-Marzahn 57) wird von einem Gewerbebetrieb genutzt.